# Паровозик из Ромашкова
«Парово́зик из Рома́шкова» — советский рисованный мультипликационный фильм, снятый на киностудии «Союзмультфильм» в 1967 году.

## Сюжет
В этой истории машины наравне с людьми одушевлены и обладают человеческими чертами. На перроне станции Берёзки живой репродуктор и дежурный по станции следят за отправлением поездов. Поезда «Восток» и «Голубой экспресс», отправляются вовремя, а поезда из Ромашково всё нет. По следу пускают собаку. Опоздавший Паровозик с вагонами всё же появляется, просит у Репродуктора передать извинение перед дежурным по станции и пассажирами, посадив которых, отправляется в путь. Во время поездок Паровозику так нравится любоваться красотой окружающего мира, что он не может удержаться, чтобы не остановиться, сойти с рельс и отправиться в лес. В первый раз он уходит, чтобы насладиться весенними ландышами. Взрослый пассажир говорит, что так они опоздают на станцию, паровоз отвечает, что это так, но без ландышей они опоздают на всю весну. Взрослая пассажирка, понюхав ландыши, подтвердила слова Паровозика, тогда как дети водят с ландышами хоровод. А когда собака дала взрослому пассажиру понюхать ландыш, он перестал злиться. Во второй раз Паровозик останавливается, чтобы послушать пение соловья, тому же пассажиру он отвечает, что без соловья они опоздают на всё лето. Другие пассажиры (в основном дети) проникаются его любовью к природе и танцуют под пение соловья. В третий раз паровозик останавливается, чтобы посмотреть рассвет, но уже и сам предлагает продолжить путь после восхода солнца. На этот раз пассажир сам предлагает задержаться, ведь не увидев рассвет, можно опоздать на всю жизнь, однако паровозик говорит, что все должны прибыть вовремя. Далее компания с песней продолжает путь, как в начале, и прибывает в Ромашково, где дежурный (очень похожий на дежурного с прошлой станции) положительно воспринимает этот романтический настрой и нюхает цветок.

## Создатели
| Авторы сценария            | Генрих Сапгир, Геннадий Цыферов |
| Режиссёр                   | Владимир Дегтярёв |
| Художник-постановщик       | Франческа Ярбусова |
| Оператор                   | Михаил Друян |
| Композитор                 | Владимир Юровский |
| Звукооператор              | Георгий Мартынюк |
| Ассистенты:                | Борис Садовников, Елена Шилова, Елена Тертычная, Н. Наяшкова                                                                                  |
| Художники-мультипликаторы: | Антонина Алёшина, Игорь Подгорский, Владимир Крумин, Елизавета Комова, Мстислав Купрач, Иван Давыдов, Александр Давыдов                       |
| Художники-декораторы:      | Елена Танненберг, Вера Харитонова |
| Редактор                   | Наталья Абрамова |
| Роли озвучивали:           | Клара Румянова — Паровозик, Мария Виноградова — взрослая пассажирка / дети, Георгий Вицин — взрослый пассажир, Анатолий Папанов — репродуктор |
| Директор картины           | Фёдор Иванов |

## Выпуски
Во второй половине 1990-х на аудиокассетах изданием Twic Lyrec была выпущена аудиосказка по одноимённому мультфильму с текстом Александра Пожарова.

## Книга по мультфильму
Цыферов Геннадий. Паровозик из Ромашково. — АСТ, 2010. — (Союзмультфильм представляет). — ISBN 978-5-17-070954-0. На обложке полное название книжной серии «Союзмультфильм представляет: впервые — легендарные мультфильмы в книгах!».

## Музыка
В фильме звучит «Песня Паровозика» (муз. Владимир Юровский, сл. Генрих Сапгир, Геннадий Цыферов) в исполнении озвучившей роль Паровозика Клары Румяновой и детского хора.